# La Belle et le Puceau
Pour plus de détails, voir Fiche technique et Distribution.
La Belle et le Puceau (Innocenza e turbamento) est une comédie érotique italienne réalisée par Massimo Dallamano et sortie en 1974.

## Synopsis
Un jeune séminariste retourne dans sa famille pour réfléchir à la sincérité de sa vocation mystique. Là, dans l'agréable province de Sicile, il se trouve dans un environnement saturé de tentations. Pour ne rien arranger, son grand-père Don Salvatore souffre de satyriasis. Lorsqu'il meurt, c'est donna Carmela, sa belle-mère, qui dissuade pour de bon les velléités religieuses du jeune séminariste. 

## Fiche technique
- Titre original italien : Innocenza e turbamento[1],[2],[3]
- Titre français : La Belle et le Puceau ou Les Tourments de l'innocence[4]
- Réalisation : Massimo Dallamano
- Scenario : Massimo Dallamano, Gianfranco Clerici
- Photographie :	Franco Delli Colli (it)
- Montage : Sergio Muzzi
- Musique : Renato Serio (it)
- Costumes : Mario Ambrosino (it)
- Maquillage : Mario Van Riel
- Production : Fulvio Lucisano
- Société de production : Paneuropean Production, Italian International Film
- Pays de production :  Italie
- Langue originale : Italien
- Format : Couleurs par Telecolor - 2,35:1 - Son mono - 35 mm
- Durée : 95 minutes
- Genre : Comédie érotique italienne
- Dates de sortie :
  - Italie : 21 mars 1974
  - France : 17 août 1977

## Distribution
- Edwige Fenech : Carmela Paternò
- Lionel Stander : Salvatore Niscemi
- Vittorio Caprioli : Vincenzo Niscemi
- Luigi Antonio Guerra : Mimi Niscemi
- Pasquale Fasciano : le père de Carmela
- Giovanna Di Vita : la religieuse qui assiste Salvatore Niscemi
- Anna Maria Pescatori : Lola
- Eleonora Morana : Rosalia, la femme de chambre
- Nerina Montagnani : la servante de Lola
- Giancarlo Badessi : le recteur
- Michele Cimarosa : le tailleur
- Roberto Pace (it) : Tonino Niscemi
- Enzo Andronico : le chauffeur